# 클로스터 캄펜 전투
클로스터 캄펜 전투는 7년 전쟁의 전투 중 하나로 프랑스군이 영국과 동맹을 맺은 군대와 격돌하여 전술적 승리를 거둔 전투이다. 동맹군은 전장에서 물러났다. 이 전투는 클로스터 캄프 (Kloster Kamp)라고도 한다.

## 배경
1760년 가을, 동맹군의 사령관 브라운슈바이크 공작 페르디난트(Duke Ferdinand of Braunsweig)는 프랑스 군이 하노버(Hanover)를 위협하고 있는 상황을 포착하였다. 브라운슈바이크 공작은 양동작전을 펴기위해 2만의 분견대를 파견하여 프랑스군을 서쪽으로 유인하고자 하였다. 프랑스 사령관은 라인강의 동쪽 강변에 위치한 베젤(Wesel)을 방어하기 위한 준비를 하기 위하여 리페(Lippe) 강 언저리에 있는 라인강을 가로지르는 다리를 불태웠다. 여기에 덧붙여 캐스트리스 후작(Marquis de Castries)이 지휘하는 프랑스군은 수비병을 지원하기 위해 서둘러 움직였다.
브라운슈바이크 공작은 부교를 만들고 강을 건너 베셀에 대한 형식적인 공성전을 벌이기 시작했다. 브라운슈바이크 공작은 강의 서쪽에 있는 클로스터 캄펜 근교에서 캐스트리스 후작의 군대와 전투를 벌이기로 결심했다. 조지 오거스터스 엘리엇(George Augustus Eliott) 소장이 제87, 제88 하이랜더(Highlanders) 보병 연대와 인니스킬링 용기병 연대(Inniskilling Dragoons), 근위 용기병 연대(Royal Dragoons), 프로이센의 2개 기병대대로 구성된 전위대의 지휘를 맡았다. 공격을 맡은 주력부대는 2개의 척탄병 대대, 제20 보병 연대, 제 23 근위 웨일스 퓨질리어 연대(23rd Royal Welch Fusiliers), 그리고 제25 보병 연대, 2개의 하노버 보병대대, 2개의 헤센 보병대대로 구성되어 있었다.
주력 부대의 후위에는 기병부대가 배치되어 있었는데 이들은 제10 용기병 대대와 하노버와 헤센 부대로 구성된 10개의 기병대대로 이루어져 있었다. 예비대는 본대에서 몇 마일 떨어져 있는 곳에 머물러 있었는데 이들은 5개의 헤센 보병대대와 제11, 제33, 제51 보병 연대로 구성되어 있었다.

## 전투
전투는 한밤중에 동맹군의 선봉대가 클로스터 캄펜 수도원과 도랑을 건너는 다리에서 프랑스군을 몰아내면서 시작되었다. 동맹군의 기습에 대한 프랑스군의 저항으로 인해 총소리가 났고, 이로 인해 프랑스 본대는 적이 기습해 왔다는 것을 알 수 있었다. 영국과 독일의 보병연대가 공격을 위해 움직일 무렵 동이 트기 시작했다. 이때 하이랜더 연대가 프랑스군의 측면을 공격하였고, 이로 인해 프랑스군은 물러날 수밖에 없었다.
캐스트리스 후작은 예비대를 불러오고, 패주하던 프랑스군을 집결시킨 후 동맹군 보병대에 대하여 반격에 나섰다. 프랑스군의 공격은 영국과 독일 부대의 전열을 흩뜨려놓는 데 성공하였다. 프랑스군은 영국과 독일군을 여울 너머로 격퇴시키는 데 성공하였다. 동맹군 예비대도 투입되었으나, 멀리 떨어져 있어서 전장에 도착하는 데 시간이 걸렸기 때문에 프랑스군은 돌격을 계속할 수 있었다.
여울의 서쪽 끝에서 엘리엇은 3개의 영국 기병 연대를 이끌고 돌격에 나서 프랑스군의 진격을 저지하는 데 성공하였고 이 틈을 타서 동맹군 보병대는 북쪽 강기슭으로 물러나는 데 성공하였다. 동맹군 예비부대는 방어선을 구성하여 퇴각하는 동맹군이 전열을 재정비하도록 도왔다. 이때 브라운슈바이크 공작은 동맹군에게 라인 강 너머로 퇴각하라고 명령하였다. 그러나 브라운슈바이크 공작은 강변에 도착했을 때 도하에 필요한 부교가 물에 잠겨 버린 것을 발견할 수 있었다. 이로 인해 강을 건너기 위해 2일이 걸렸다. 다행히도 프랑스군은 승기를 몰아 동맹군을 공격하지 않았고 덕분에 동맹군은 무사히 라인 강을 건널 수 있었다.

## 같이 보기
- 니콜라 루이 다사스